# Оленівка (Павлоградський район)
Оле́нівка — село в Україні, у Вербківській сільській громаді Павлоградського району Дніпропетровської області. Населення за переписом 2001 року становить 151 особа. До 2020 року орган місцевого самоврядування — Олександрівська сільська рада.

## Географія
Село Оленівка розташоване за 93 км від обласного центру та 45 км від районного центру, на лівому березі річки В'язівок, нижче за течією на відстані 2,5 км розташоване село Новов'язівське, на протилежному березі — села Олександрівка та Сергіївка. Річка в цьому місці пересихає та має декілька загат. Найближча залізнична станція Варварівка (за 20 км).

## Історія
Станом на 1886 рік у селі Хандаліївської волості Павлоградського повіту Катеринославської губернії мешкало 218 осіб, налічувався 41 двір. Достеменно рік заснування села не відомо, проте вважається, що село вже існувало до 1932 року.
Під час організованого радянською владою Голодомору 1932—1933 років померло щонайменше 44 жителі села.
12 червня 2020 року, відповідно до розпорядження Кабінету Міністрів України № 709-р «Про визначення адміністративних центрів та затвердження територій територіальних громад Дніпропетровської області», Олександрівська сільська рада Юр'ївського району увійшла до складу Вербківської сільської громади.
17 липня 2020 року, в результаті адміністративно-територіальної реформи та ліквідації Юр'ївського району, село увійшло до складу Павлоградського району.